# Société d’histoire de la Suisse romande
Die Société d’histoire de la Suisse romande (SHSR) ist eine schweizerische wissenschaftliche Gesellschaft für Geschichte.
Sie entstand auf die Initiative von Frédéric de Gingins-La Sarraz (1790–1863) und Louis Vulliemin (1797–1879) im Jahr 1837 in Lausanne als Vereinigung der Historiker in der Westschweiz. Louis Vulliemin, Theologe und Historiker aus Yverdon, führte die neue Gesellschaft als deren erster Präsident von 1837 bis 1855.
Ein Jahr nach der Gründung der SHSR bildete sich in Genf die kantonale Gesellschaft Société d’histoire et d’archéologie de Genève und vier Jahre später eine nationale Dachgesellschaft für Geschichte, die Allgemeine Geschichtforschende Gesellschaft der Schweiz. 1902 entstand im Kanton Waadt die Société vaudoise d’histoire et d’archéologie, 1916 im Wallis die Société d’histoire du Valais romand.
Die Société d’histoire de la Suisse romande widmete sich lange Zeit vorwiegend der wissenschaftlichen Edition von Westschweizer Geschichtsquellen und Studien zur älteren Westschweizer Geschichte. Seit 1838 gibt sie die Serie der Mémoires et documents publiés par la Société d’histoire de la Suisse romande (MDR) heraus, die in der frühen Zeit bei der Druckerei von Georges-Victor Bridel in Lausanne erschienen.
Die Société d’histoire de la Suisse romande hat sich stets auch dafür eingesetzt, dass bedeutende historische Baudenkmäler erhalten blieben und restauriert wurden. So verlangte sie schon im Jahr 1842, der Kanton Waadt solle die als Zeughaus benützte savoyische Burg Chillon als Geschichtsdenkmal sanieren.
Mit dem 1978 gestifteten Fonds Emile Butticaz, der dank eines Vermächtnisses der Tochter des Lausanner Theologen und Historikers Emile Butticaz (1871–1961) entstand, unterstützt die SHSR die Veröffentlichung wissenschaftlicher Arbeiten.